# Diego Portales
Diego José Pedro Víctor Portales y Palazuelos (Santiago 16 juni 1793 - Valparaíso 6 juni 1837) was een Chileens aristocraat, zakenman en politicus.

## Biografie

### Achtergrond

Familiewapen Portales

Diego Portales was de zoon van José Santiago Portales Larraín, Conde de Villaminaya en Marqués de Tejares (1764-1835) een ambtenaar in dienst van het Spaanse bestuur over Chili die de post bekleedde van inspecteur van de Koninklijke Munt en van María Encarnación Fernández de Palazuelos y Martínez de Aldunate Acevedo Borja. Diego groeide op in een gezin van 23 kinderen.

### Opleiding
Hij bezocht het Colegio de Santiago en studeerde daarna rechten aan het Instituto Nacional (1813). Na een jaar brak hij zijn studie af en vond een baan bij de Koninklijke Munt. Terwijl zijn vader een actieve rol speelde binnen de Chileense onafhankelijkheidsbeweging, hield Diego Portales zich afzijdig. Naast zijn werkzaamheden voor de Koninklijke Munt was hij als koopman verbonden aan het handelshuis van de familie.

### Huwelijk

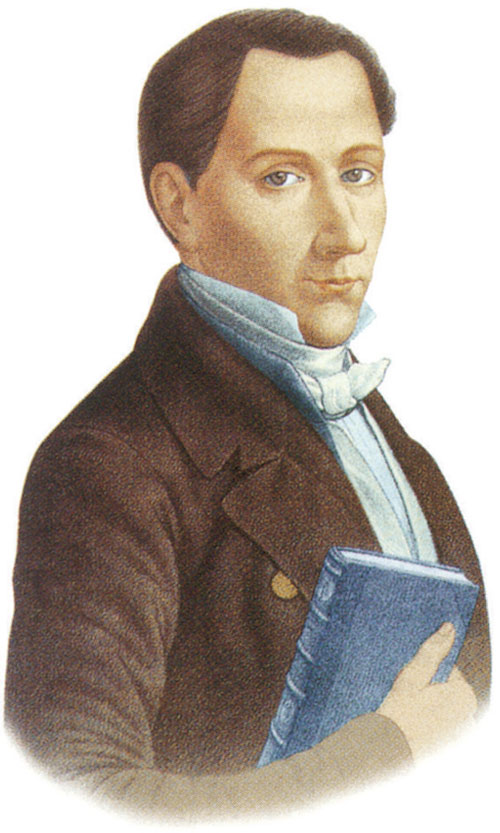
Diego Portales (1793-1837), portret uit 1854 door Narciso Desmadryl

Op 15 augustus 1819 trad Portales in het huwelijk met zijn nicht Josefa Portales Larraín, bij wie hij twee dochters kreeg die allebei kort na hun geboortes overleden. In 1821 overleed zijn echtgenote en geraakte hij in een diepe crisis. Hij speelde met de gedachte om geestelijke te worden, maar besloot zich uiteindelijk volledig over te geven aan de tabakshandel. Hoewel hij nooit meer trouwde, had hij een relatie met María Constanza Nordenflycht Cortés y Azúa (1808-1837) bij wie hij een dochter en een zoon kreeg.

### Zakenman
Na de dood van zijn vrouw richtte hij met de winkelier José Manuel Cea een tabakshandel op. Het hoofdkantoor van de onderneming, aanvankelijk in Lima, Peru gevestigd, werd in 1824 overgebracht naar Valparaíso in Chili. De onderneming behield echter ook een kantoor in Lima. In 1824 verkreeg de onderneming het monopolie op de tabaks-, thee- en alcoholindustrie. In ruil hiervoor zouden Portales en Cea bijdragen aan de lediging van de staatsschuld. Er was in die tijd echter sprake van een volslagen anarchie in Chili en het monopolie stelde uiteindelijk weinig voor vanwege de activiteiten van smokkelaars.

### Politicus
In 1827 richtte Portales de conservatieve krant  El Hambriento op waarin hij voortdurend de regerende liberale Pipiolos ("naïevelingen") aanviel. Zijn krant was satirisch van karakter en werd veel gelezen. In dezelfde periode hielp hij mee met de reorganisatie van de Pelucones ("grote pruiken"), zoals de conservatieve partij in die tijd werd genoemd. In 1829 maakte de liberale president Francisco Antonio Pinto een einde aan het economische monopolie van Portales. Portales viel daarop de regering scherp aan in zijn krant.
Politiek gezien was Portales een aanhanger van een presidentieel systeem (hij was eigenlijk monarchist maar begreep dat het onmogelijk was om van Chili een monarchie te maken) en een sterk centraal gezag. Hij voelde niets voor autonomie voor de regio's en provincies en was een voorstander van de invloedrijke rol van de Rooms-Katholieke Kerk. Portales vond dat het kiesrecht moest worden beperkt tot de hogere klassen in het land.
Portales had ook autocratische trekken. Volgens hem mocht een president het parlement negeren en wetten naast zich neerleggen als dit in "belang van het vaderland" was.
Hij had een zekere minachting voor de liberalen die hij ondoordacht vond. Hij had weinig op met nieuwlichterij en vond de liberalen met hun oriëntatie op de Verenigde Staten van Amerika maar onpatriottisch.
Na de conservatieve revolutie van 1829 benoemde president José Tomás Ovalle hem op 6 april 1830 tot minister van Binnen- en Buitenlandse Zaken en Oorlog en Marine. Hij bleef deze ministersposten ook bekleedden onder president Fernando Errázuriz, tot 31 augustus 1831. Omdat zowel Ovalle als Errázuriz geen werkelijk krachtige figuren waren, regeerde Portales praktisch als dictator. Zijn belangrijkste verdienste in deze periode was de reorganisatie van de burgerwacht en de aanzet tot een grondwetshervorming. Hij maakte een einde aan de meeste hervormingen en gaf de kerkelijke goederen werden weer aan de Rooms-Katholieke Kerk terug.
Bij de presidentsverkiezingen van 1831 eindigde Portales als tweede, achter generaal José Joaquín Prieto. Prieto werd daarop president en Portales nam het vicepresidentschap op zich. Daarnaast was hij van augustus tot december 1832 minister van Oorlog en Marine. In december 1832 nam hij ontslag uit al zijn politieke ambten. Zijn aandeel aan de grondwet van 1833 was aanzienlijk, ook al heeft hij niet meegeschreven aan de grondwet, de meeste van zijn staatkundige opvattingen kwamen in de grondwet terug. Zo werd het presidentieel systeem ingevoerd en werd er een einde gemaakt aan de federalistische opvattingen van de liberalen en sommige van de gematigde conservatieven. Het katholicisme werd tot staatsgodsdienst verheven en het openlijk praktiseren van een andere dan de rooms-katholieke godsdienst was verboden.
In 1835 keerde Portales op instigatie van president Prieto als minister van Oorlog en Marine terug. In 1836 brak de oorlog tussen Chili en de Confederatie van Peru en Bolivia uit en werd - tot ongenoegen van de oppositie - de noodtoestand uitgeroepen. Portales kreeg als minister van Oorlog, Marine en Binnenlandse Zaken de vrije hand als het ging om oorlogsvoering. De oppositie begon een campagne tegen Portales en hij werd er van beschuldigd zich als een tiran te gedragen. Hij groeide in korte tijd uit tot de meeste gehate minister in de regering.

### Moord

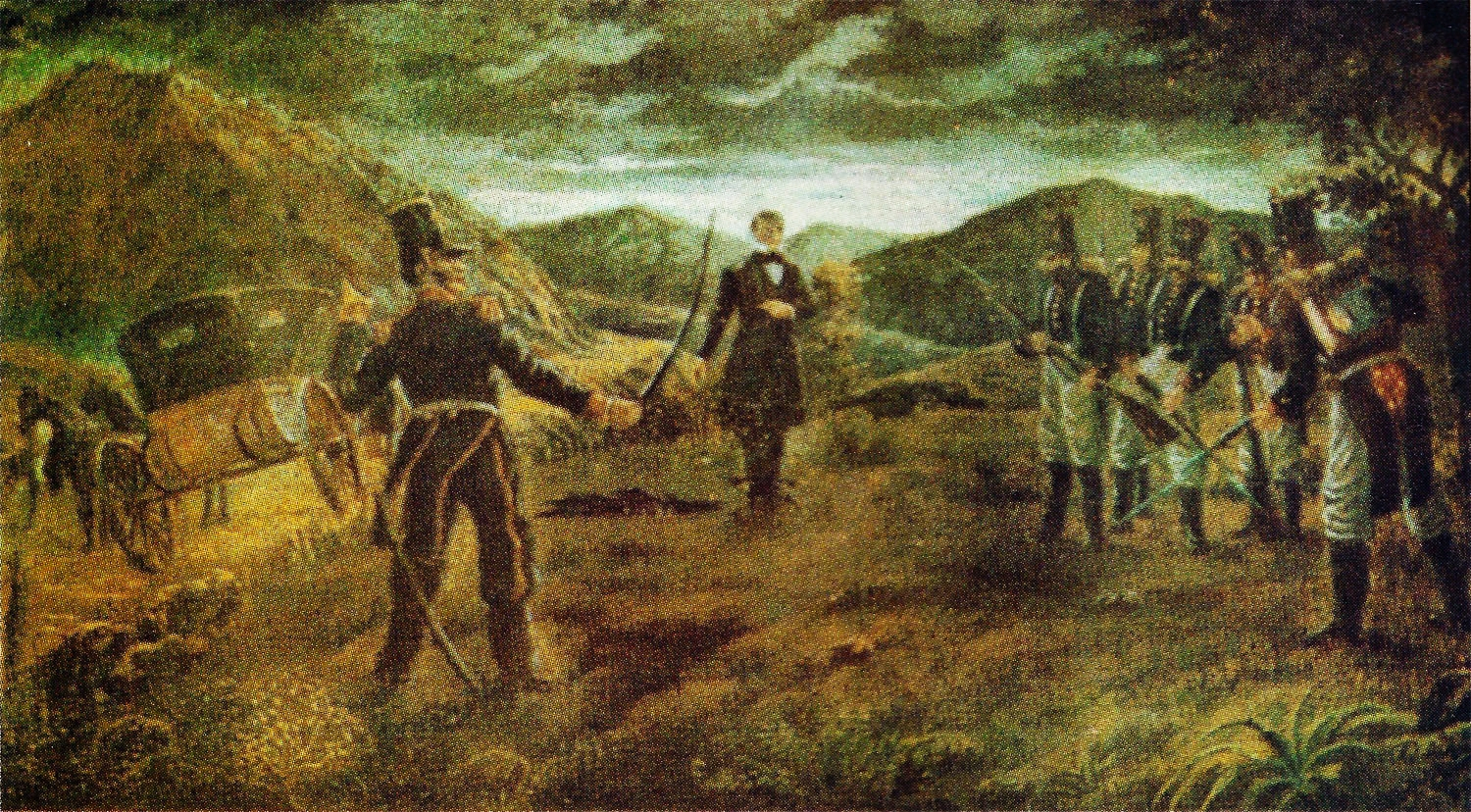
Executie van Portales door Camilo Domeniconi

Op 3 juni 1837 werd Portales tijdens een troepeninspectie in de haven van Valparaíso gevangengenomen door kolonel José Antonio Vidaurre. Vidaurre, die ervan overtuigd was dat de publieke opinie gekant was tegen de oorlog, ondernam daarop een poging om de regering omver te werpen. Hij bleek echter over weinig steun te beschikken en werd enige tijd later tijdens een gevecht verslagen en sloeg op de vlucht. Kapitein Santiago Florín, die door Vidaurre was aangesteld om Portales te bewaken, executeerde Portales op 6 juni 1837 toen hij hem het bericht bereikte van de nederlaag van Vidaurre. De samenzweerders werden later opgepakt en in het openbaar terechtgesteld.
De moord op Portales betekende een kanteling in de publieke opinie. De bevolking schaarde zich achter de regering en haar oorlogsdoeleinden. Voortaan werd Portales vereerd als een onbaatzuchtige patriot en held.

### Stoffelijk overschot
Het lichaam van Portales werd pas in 2005, tijdens werkzaamheden in Valparaíso teruggevonden.

## Meningsvorming
De meningen over Portales zijn nog steeds verdeeld. Veel historici zijn van mening dat Portales heeft bijgedragen aan de stabiliteit van het land en dat zijn ministerschap gunstig is geweest voor de economie en de handel. Tegenstanders van Portales menen echter dat alleen de elite - die toch al rijk was - vooral heeft geprofiteerd van zijn beleid. Ook wordt hem dictatoriaal gedrag verweten. Tijdens de militaire dictatuur (1973-1990) werd hij door de autoriteiten (in het bijzonder president Pionochet) als een held vereerd.

## Nakomelingen

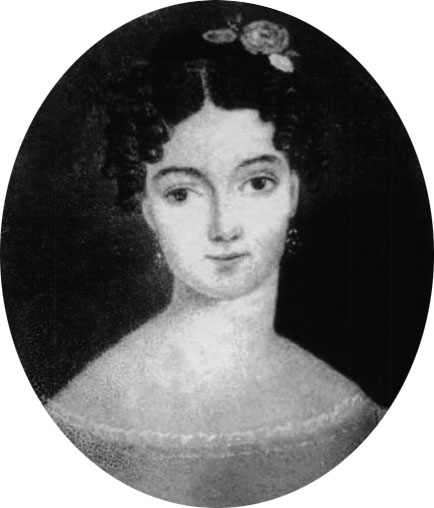
Constanza Nordenflycht (1808-1837)

Uit zijn relatie met María Constanza Nordenflycht Cortés y Azúa (1808-1837) werd een dochter, Rosalía de los Dolores Portales Nordenflycht (20 september 1824) en twee zoons, Ricardo Portales Nordenflycht  (7 februari 1826) en Juan Santiago Portales Nordenflycht (24 juli 1833) geboren. Uit de huwelijken van zijns zoons is een talrijk nageslacht voortgekomen.

## Trivia
- In 1982 werd de Universiteit Diego Portales, een particuliere onderwijsinstelling, in Santiago opgericht.

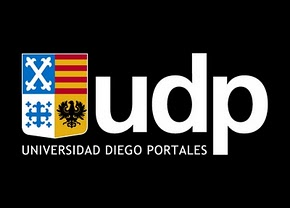
Logo van de Universiteit Diego Portales

- Naar hem vernoemd zijn voorts het Portales-meer in het zuiden van het land, het Diego Portales-eiland in de Grote Oceaan, een vliegveld in La Ligua, diverse scholen, openbare instellingen, straten, pleinen, etc.